# کوسکوس کوهی
کوسکوس کوهی (نام علمی: Phalanger carmelitae) نام یک گونه از سرده پره‌کیسه‌دارها است.